# Shenhe
Shenhe (chinesisch 沈河区, Pinyin Shěnhé Qū) ist ein Stadtbezirk im Zentrum der Unterprovinzstadt Shenyang im Norden der chinesischen Provinz Liaoning. Er verwaltet eine Fläche von 60,07 Quadratkilometern und hat eine registrierte Bevölkerung von 782.628 Einwohnern (Stand: Zensus 2020). Die Bevölkerungszählung des Jahres 2000 hatte eine Gesamtbevölkerung von 601.444 Personen in 194.003 Haushalten ergeben, davon 300.835 Männer und 300.609 Frauen. Von den 23 Nationalitäten, die in Shenhe siedeln, sind die Han, Mandschu, Hui und Koreaner die wichtigsten.
Das Bruttoinlandsprodukt des Stadtbezirks betrug im Jahre 2018 99,6 Milliarden Yuan, wovon 85,7 Milliarden auf den Dienstleistungssektor entfielen. Das Durchschnittseinkommen der Bevölkerung betrug 49.720 Yuan pro Kopf. Mit dem Shenyang Moi Center befinden sich die einstmals höchsten Gebäude der Mandschurei in Shenhe.
Im Stadtbezirk Shenhe befindet sich die Welterbestätte  Kaiserpaläste der Ming- und der Qing-Dynastien und Shenyang, darüber hinaus beherbergt er acht Denkmäler der Provinz Liaoning und die Herz-Jesu-Kathedrale.

## Administrative Gliederung
Auf Gemeindeebene setzt sich Shenhe per Ende 2018 aus 15 Straßenvierteln zusammen. Diese sind:
| Straßenviertel Huangcheng (皇城街道), Regierungssitz des Stadtbezirks; Straßenviertel Binhe (滨河街道); Straßenviertel Danan (大南街道); Straßenviertel Daxi (大西街道); Straßenviertel Dongling (东陵街道); Straßenviertel Fengle (丰乐街道); Straßenviertel Fengyutan (风雨坛街道); Straßenviertel Maguanqiao (马官桥街道); | Straßenviertel Nanta (南塔街道); Straßenviertel Quanyuan (泉园街道); Straßenviertel Shandongmiao (山东庙街道); Straßenviertel Wanlian (万莲街道); Straßenviertel Wulihe (五里河街道); Straßenviertel Xinbeizhan (新北站街道); Straßenviertel Zhujianlu (朱剪炉街道). |

Diese Verwaltungseinheiten setzen sich auf Dorfebene aus 111 Einwohnergemeinschaften zusammen.